# Microregiunea Gyula
Microregiunea Gyula (în maghiară Gyulai kistérség) a fost o microregiune statistică (kistérség) din județul Békés, Ungaria.
Cu o populație de 42.264 locuitori și o suprafață de 413,22 km2, aceasta a existat până în 2014, când în Ungaria, microregiunile ”kistérségek” au fost înlocuite de districte (járások).